# Хлидскьяльв
Хлидскьяльв (также Хлидскьяльф, др.-сканд. Hliðskjálf) — в скандинавской мифологии трон бога Одина в чертоге Валаскьяльв.
В «Видении Гюльви» Снорри Стурлусон говорит, что Хлидскьяльв находится в чертоге Валаскьяльв, и когда Один восседает на Хлидскьяльве, ему видны все миры и все людские дела. Однажды на Хлидскьяльве сидел Фрейр. Хлидскьяльв упоминается в «Речах Гримнира» (на троне одновременно сидят Один и Фригг), а также в «Поездке Скирнира».
Дарк-эмбиент-альбом норвежской группы Burzum, вышедший в 1999 году, называется Hliðskjálf.